# Remco Nunes
Remco Nunes e Santos Cruz (15 januari 2002) is een Belgisch basketballer. Zijn tweelingbroer Tiago Nunes is ook een basketballer.

## Carrière
Nunes speelde in de jeugd van de Leuven Bears waar hij in het seizoen 2019/20 zijn debuut maakte voor de eerste ploeg. Hij kreeg de daarop volgende seizoenen sporadisch minuten in enkele wedstrijden elk seizoen. In het seizoen 2022/23 speelde hij negentien wedstrijden mee met de eerste ploeg in het reguliere seizoen en de play-offs. De volgende seizoen kreeg hij nog sporadisch kansen bij de eerste ploeg. 
Na het seizoen 2024/25 verliet hij en zijn broer Tiago de Bears en gingen spelen voor tweedeklasser Basics Melsele.

## Privéleven
Zijn tweelingbroer Tiago Nunes is ook een basketballer.